# Sidons sjöslott

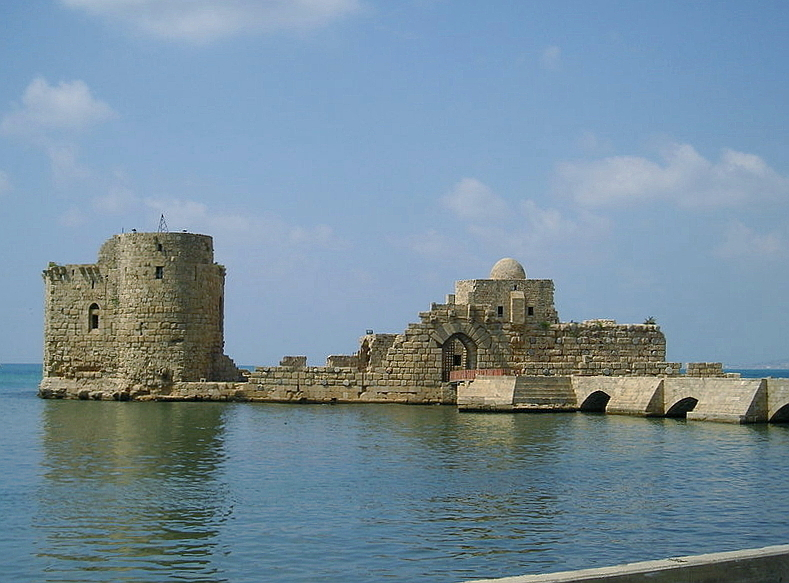
Sidons sjöslott, 2006.

Sidons sjöslott är ett gammalt korsfararfort i Sayda (en stad som på korsfarartiden var känd som Sidon). Det byggdes av korsfararna på 1200-talet, år 1228, som en del i försvaret av det Heliga landet och är en av de mest framträdande historiska platserna i Saydas hamn. Det är byggt på en liten ö som är förbunden med fastlandet genom en 80 meter lång broväg. År 1291 förstördes det till stor del av mameluckerna. Det restaurerades på 1600-talet av Fakhr-al-Din II, men skadades igen år 1840 när det brittiska imperiets flotta tillsammans med allierade skepp anföll och bombarderade staden, som då var ockuperad av Muhammed Ali av Egyptens styrkor. Fortets skick idag beror till stora delar på detta anfall.